# Pennywise
Pennywise is een punkband uit Hermosa Beach, Californië, VS.

## Geschiedenis
De band is in 1988 opgericht door gitarist Fletcher Dragge, bassist Jason Thirsk, zanger Jim Lindberg en drummer Byron McMackin en ontleent zijn naam aan een personage uit het boek It van horrorschrijver Stephen King. Het eerste album, Word From The Wise/Wildcard, komt uit in 1989 en bevat acht nummers waaronder een cover van Stand By Me. Het album wordt uitgebracht op Theologian Records. Het tweede album, Pennywise, komt uit in 1991, een album met veertien nummers. Deze en de rest van de albums wordt uitgebracht door Epitaph Records. Het derde en het vierde album volgen in 1993 (Unknown Road) en 1995 (About Time).
In 1996 pleegt bassist Jason Thirsk zelfmoord. Aanvankelijk wilden de overblijvende bandleden niet meer verder spelen, maar later pakken ze de draad toch weer op met een nieuwe bassist, Randy Bradbury. Jim Lindberg, zanger van de band, schrijft de teksten zelf. Sommige nummers die geschreven zijn door Jason Thirsk worden tijdens optreden nog steeds gespeeld, ter nagedachtenis aan het overleden bandlid. Een voorbeeld hiervan is het bekendste nummer Bro Hymn. Dit nummer wordt gedraaid in het GelreDome als Vitesse een goal heeft gescoord, er is een gabbercover en zelfs een Nederlandstalige Skihut-cover. In augustus 2009 gaf zanger Lindberg aan de groep te verlaten. Deze werd later dat jaar opgevolgd door Zoli Teglas, zanger van de uit Orange County afkomstige hardcore band Ignite. In 2010 werd het album All or Nothing opgenomen met Teglas als zanger; het album verscheen pas in 2012. In hetzelfde jaar keerde Lindberg terug als zanger van de groep.

## Discografie
- Word From The Wise/Wildcard (1989) (ep)
- Pennywise (1991)
- Unknown Road (1993)
- About Time (1995)
- Full Circle (1997)
- Straight Ahead (1999)
- Live @ the keyclub (2000) (live-album)
- Land of the Free? (2001)
- From the Ashes (2003)
- The Fuse (2005)
- Reason To Believe (2008)
- All Or Nothing (2012)
- Yesterdays (2014)
- Nineteen Eighty Eight (2016) (compilatie)
- Never Gonna Die (2018)